# Avesnes-le-Sec
Pour les articles homonymes, voir Avesnes (homonymie) et Sec.
Avesnes-le-Sec est une commune française, située dans le département du Nord en région Hauts-de-France.

## Géographie

### Localisation
Avesnes-le-Sec est située au sud-est du département du Nord, à 18,6 km de Valenciennes, 14,4 km de Cambrai et 70 km de Lille.
| Lieu-Saint-Amand | Noyelles-sur-Selle  | Haspres             |
| Hordain          | Avesnes-le-Sec      | Haspres             |
| Iwuy             | Villers-en-Cauchies | Villers-en-Cauchies |

### Hydrographie

#### Réseau hydrographique
La commune est située dans le bassin Artois-Picardie. Elle est drainée par le Riot de la prière,.

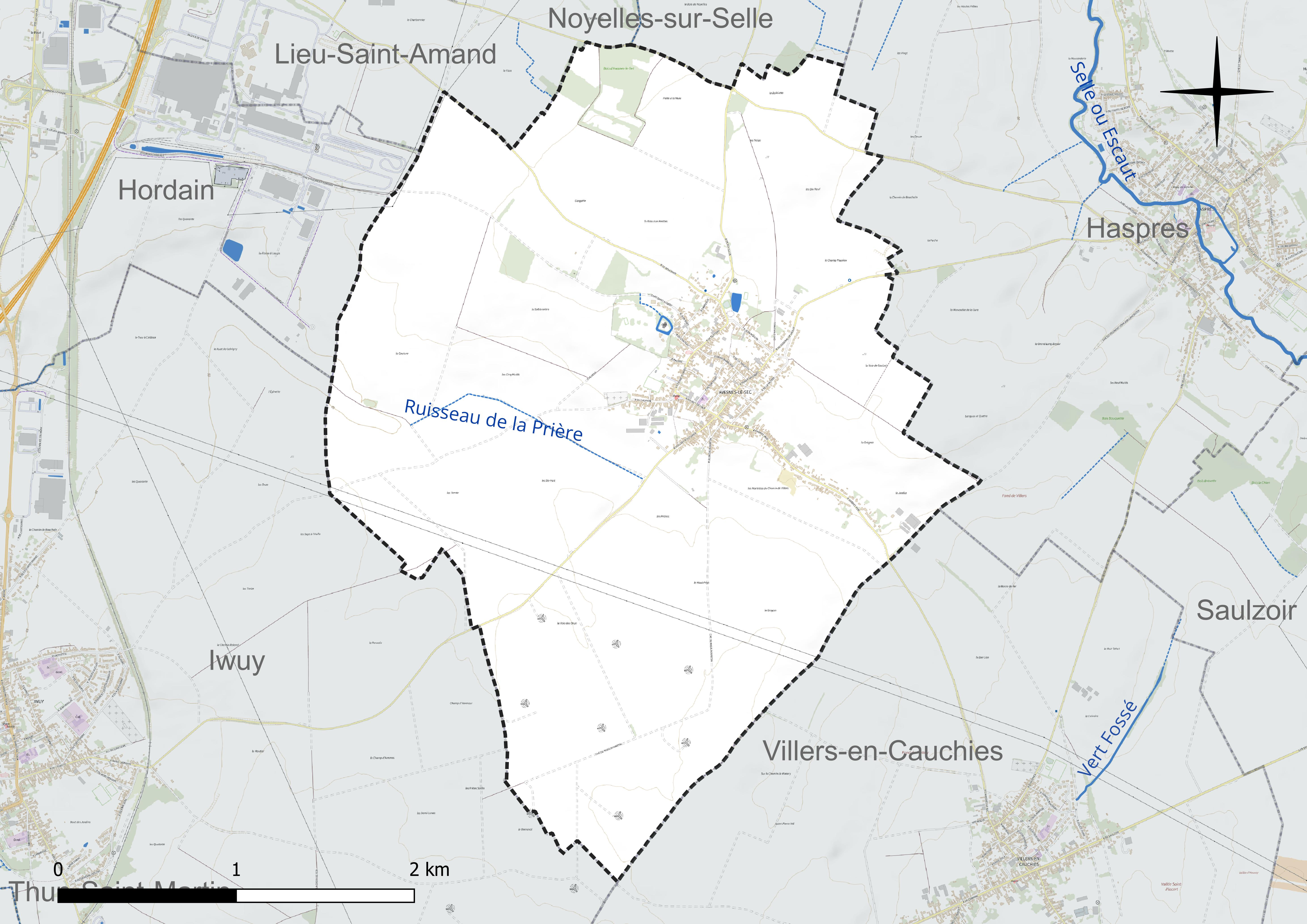
Réseau hydrographique d'Avesnes-le-Sec.

#### Gestion et qualité des eaux
Le territoire communal est couvert par le schéma d'aménagement et de gestion des eaux (SAGE) « Escaut ». Ce document de planification concerne un territoire de 2 005 km2 de superficie, délimité par le bassin versant de l'Escaut. Le périmètre a été arrêté le 9 juin 2006 et le SAGE proprement dit a été approuvé le 13 juillet 2021. La structure porteuse de l'élaboration et de la mise en œuvre est le syndicat mixte Escaut et Affluents (SyMEA).
La qualité des cours d'eau peut être consultée sur un site dédié géré par les agences de l'eau et l'Agence française pour la biodiversité.

### Climat
Pour des articles plus généraux, voir Climat des Hauts-de-France et Climat du Nord.
En 2010, le climat de la commune est de type climat océanique dégradé des plaines du Centre et du Nord, selon une étude du CNRS s'appuyant sur une série de données couvrant la période 1971-2000. En 2020, Météo-France publie une typologie des climats de la France métropolitaine dans laquelle la commune est dans une zone de transition entre le climat océanique et le climat océanique altéré et est dans la région climatique Nord-est du bassin Parisien, caractérisée par un ensoleillement médiocre, une pluviométrie moyenne régulièrement répartie au cours de l'année et un hiver froid (3 °C).
Pour la période 1971-2000, la température annuelle moyenne est de 10,4 °C, avec une amplitude thermique annuelle de 14,8 °C. Le cumul annuel moyen de précipitations est de 723 mm, avec 11,7 jours de précipitations en janvier et 9,2 jours en juillet. Pour la période 1991-2020, la température moyenne annuelle observée sur la station météorologique la plus proche, située sur la commune de Valenciennes à 16 km à vol d'oiseau, est de 11,0 °C et le cumul annuel moyen de précipitations est de 694,1 mm,. Pour l'avenir, les paramètres climatiques de la commune estimés pour 2050 selon différents scénarios d'émission de gaz à effet de serre sont consultables sur un site dédié publié par Météo-France en novembre 2022.

### Voie de communication et transport
La commune est desservie par la ligne 824 du réseau interurbain Arc-en-Ciel 3.

## Urbanisme

### Typologie
Au 1er janvier 2024, Avesnes-le-Sec est catégorisée bourg rural, selon la nouvelle grille communale de densité à sept niveaux définie par l'Insee en 2022.
Elle est située hors unité urbaine. Par ailleurs la commune fait partie de l'aire d'attraction de Valenciennes (partie française), dont elle est une commune de la couronne,. Cette aire, qui regroupe 102 communes, est catégorisée dans les aires de 200 000 à moins de 700 000 habitants,.

### Occupation des sols
L'occupation des sols de la commune, telle qu'elle ressort de la base de données européenne d'occupation biophysique des sols Corine Land Cover (CLC), est marquée par l'importance des territoires agricoles (91,8 % en 2018), en diminution par rapport à 1990 (93,7 %). La répartition détaillée en 2018 est la suivante : 
terres arables (90,1 %), zones urbanisées (8,2 %), zones agricoles hétérogènes (1,7 %). L'évolution de l'occupation des sols de la commune et de ses infrastructures peut être observée sur les différentes représentations cartographiques du territoire : la carte de Cassini (XVIIIe siècle), la carte d'état-major (1820-1866) et les cartes ou photos aériennes de l'IGN pour la période actuelle (1950 à aujourd'hui).

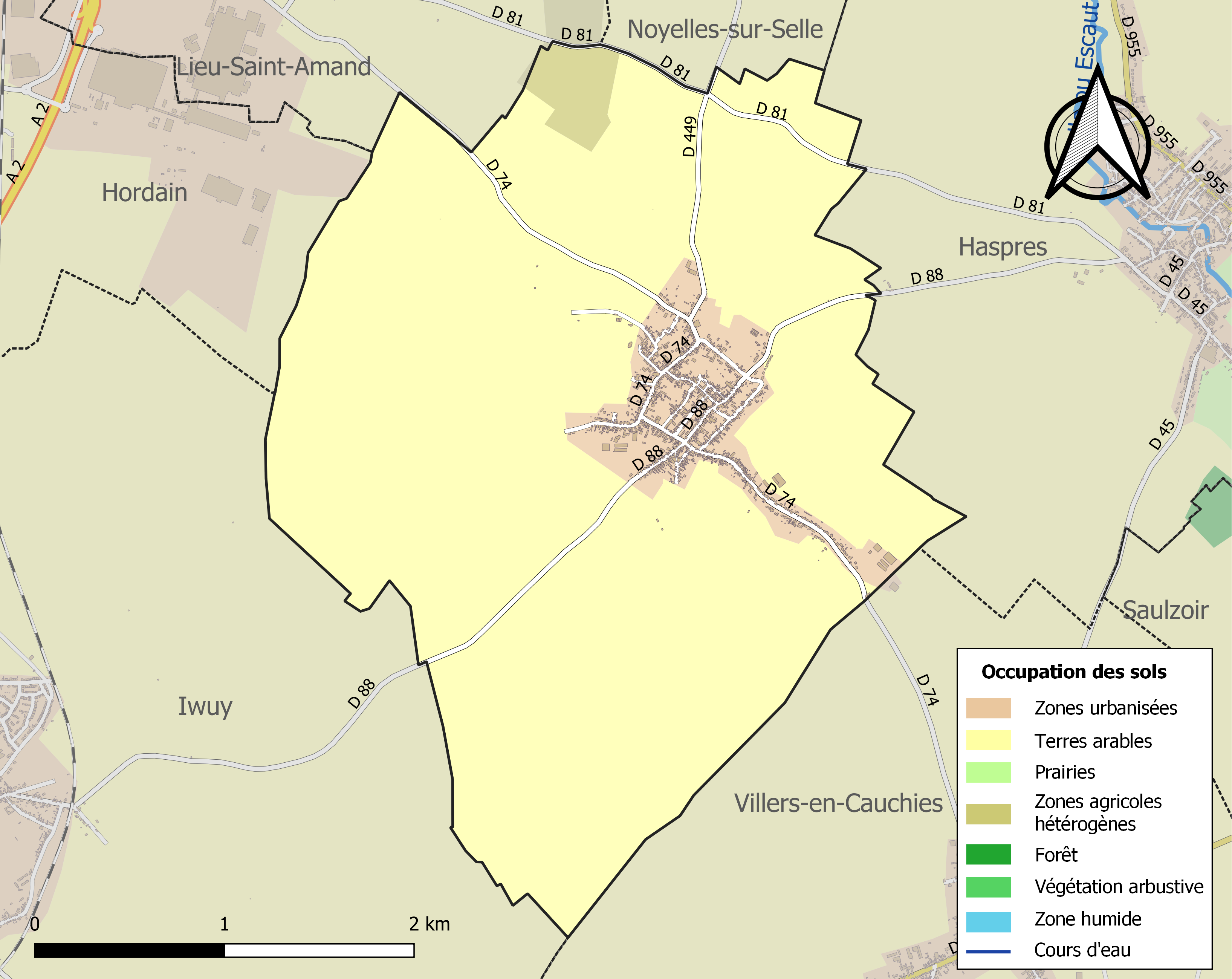
Carte des infrastructures et de l'occupation des sols de la commune en 2018 (CLC).

## Toponymie
Le nom de la localité est attesté sous les formes Avisina en 775 ; Avesnis siccis en 1057 ; Avesnœ siccœ en 1196 (Le Carpentier, 2.128) ; Advesnas siccasen 1233 ; Avesnes les seke(s) en 1261 et 1273.
Albert Dauzat et Ernest Nègre excluent cet Avesnes des noms de lieux qui remontent à l'ancien français aveine, avainne, avene « avoine », mot issu du latin avena. En effet, les formes les plus anciennes de ce type toponymique sont du type Avis(i)n- / Avesn- cf. aussi Avesnes-Chaussoy (Somme, Avisnas 751), Avesnes-en-Bray (Seine-Maritime, Avisnis 862), ainsi que les formes modernes qui ont conservé leur /s/ étymologique. En outre, ce type toponymique est caractéristique du nord du domaine d'oïl, dans une zone où les toponymistes identifient un certain nombre d'appellatifs d'origine germanique, inconnus plus au sud.
Pour ces raisons, Maurits Gysseling et à sa suite François de Beaurepaire ont considéré qu'il s'agissait du germanique afisna / avisna « pâturage », cf. vieil anglais æfesn « pâturage ». On identifie effectivement ce type toponymique dans un paysage de bocage et d'herbages comme le pays de Bray ou l'Avesnois. En outre, des formations toponymiques avec l'article défini l ou les, plus tardives, confirment cette signification, par exemple : Les Avesnes (Seine-Maritime, Communes patures nommées les Avesnes dans le fief de Montérolier 1455) contrairement à ce qu'affirme Ernest Nègre.

## Histoire
En 1057, l'évêque Liebert donne aux chanoines de Saint-Aubert de Cambrai, altare de Avesnis siccis.
En 1384, le comte de Hainaut, Albert Ier de Bavière exempt tout étranger venant habiter à Avesnes-le-Sec du droit de meilleur catel.
Le 17 juillet 1712, les Anglais, après s'être séparés des alliés austro-hollandais, campent à Avesnes-le-Sec. Le 23, lors de la Bataille de Denain le Maréchal de Villars s'installe dans le moulin comme point d'observation de la plaine.
Le 12 septembre 1793 Bataille d'Avesnes-le-Sec (en)
Durant la Première Guerre mondiale, le château de l'abbaye Saint-Aubert à Avesnes-le-Sec devient l'État-major du Jagdgeschwader 1 et le baron Manfred von Richthofen y réside.
Le parc éolien du chemin d'Avesnes à Iwuy est mis en service en 2019, il comporte onze éoliennes et est également sis sur le finage d'Iwuy.

## Politique et administration

### Liste des maires
Maire de 1802 à 1808 : P. Havez,.
René Bavay (PCF), maire en 1981.
| Identité                                           | Période     | Période                        | Durée                      | Étiquette                 |
| Identité                                           | Début       | Fin                            | Durée                      | Étiquette                 |
| -------------------------------------------------- | ----------- | ------------------------------ | -------------------------- | ------------------------- |
| Alphonse Bury (d)                                  | années 1940 |                                |                            |                           |
| César Bavay (d) (22 décembre 1895 - 26 juin 1957)  |             | 1957 (mort en cours de mandat) |                            |                           |
| René Bavay (d) (7 août 1921 - 3 février 2013)      | 1957        | 1985                           | 28 ans                     | Parti communiste français |
| Henri Levant (d) (11 juin 1932 - 7 septembre 2012) | mars 1989   | mars 2001                      | 12 ans                     | Parti communiste français |
| Michel Poulain (d),                                | mars 2001   | mars 2008                      | 7 ans                      |                           |
| Jean-Michel Tison (d),                             | mars 2008   | mars 2014                      | 6 ans                      | indépendant               |
| Éric Delvaux (d) (né le 18 octobre 1977)           | mars 2014   | mai 2020                       | 6 ans et 2 mois            | divers droite             |
| Claude Régniez (d) (né le 24 novembre 1960)        | 23 mai 2020 | En cours                       | 4 ans, 10 mois et 26 jours |                           |

### Instances judiciaires et administratives
La commune relève du tribunal d'instance de Valenciennes, du tribunal de grande instance de Valenciennes, de la cour d'appel de Douai, du tribunal pour enfants de Valenciennes, du conseil de prud'hommes de Valenciennes, du tribunal de commerce de Valenciennes, du tribunal administratif de Lille et de la cour administrative d'appel de Douai.

## Population et société

### Démographie

#### Évolution démographique
L'évolution du nombre d'habitants est connue à travers les recensements de la population effectués dans la commune depuis 1800. Pour les communes de moins de 10 000 habitants, une enquête de recensement portant sur toute la population est réalisée tous les cinq ans, les populations de référence des années intermédiaires étant quant à elles estimées par interpolation ou extrapolation. Pour la commune, le premier recensement exhaustif entrant dans le cadre du nouveau dispositif a été réalisé en 2008.

En 2022, la commune comptait 1 453 habitants, en évolution de −1,16 % par rapport à 2016 (Nord : +0,51 %, France hors Mayotte : +2,11 %).
| 1800 | 1806  | 1821  | 1831  | 1836  | 1841  | 1846  | 1851  | 1856  |
| ---- | ----- | ----- | ----- | ----- | ----- | ----- | ----- | ----- |
| 972  | 1 259 | 1 516 | 1 607 | 1 567 | 1 617 | 1 687 | 1 611 | 1 690 |

| 1861  | 1866  | 1872  | 1876  | 1881  | 1886  | 1891  | 1896  | 1901  |
| ----- | ----- | ----- | ----- | ----- | ----- | ----- | ----- | ----- |
| 1 728 | 1 631 | 1 641 | 1 734 | 1 785 | 1 838 | 1 842 | 1 851 | 1 840 |

| 1906  | 1911  | 1921  | 1926  | 1931  | 1936  | 1946  | 1954  | 1962  |
| ----- | ----- | ----- | ----- | ----- | ----- | ----- | ----- | ----- |
| 1 875 | 1 888 | 1 456 | 1 593 | 1 580 | 1 540 | 1 509 | 1 645 | 1 663 |

| 1968  | 1975  | 1982  | 1990  | 1999  | 2006  | 2008  | 2013  | 2018  |
| ----- | ----- | ----- | ----- | ----- | ----- | ----- | ----- | ----- |
| 1 618 | 1 584 | 1 486 | 1 389 | 1 281 | 1 335 | 1 350 | 1 430 | 1 445 |

| 2022  | - | - | - | - | - | - | - | - |
| ----- | - | - | - | - | - | - | - | - |
| 1 453 | - | - | - | - | - | - | - | - |

#### Pyramide des âges
La population de la commune est relativement jeune.
En 2018, le taux de personnes d'un âge inférieur à 30 ans s'élève à 37,7 %, soit en dessous de la moyenne départementale (39,5 %). À l'inverse, le taux de personnes d'âge supérieur à 60 ans est de 22,1 % la même année, alors qu'il est de 22,5 % au niveau départemental.
En 2018, la commune comptait 722 hommes pour 723 femmes, soit un taux de 50,03 % de femmes, légèrement inférieur au taux départemental (51,77 %).
Les pyramides des âges de la commune et du département s'établissent comme suit.
| Hommes | Classe d’âge | Femmes |
| ------ | ------------ | ------ |
| 0,1    | 90 ou +      | 0,8    |
| 4,7    | 75-89 ans    | 10,1   |
| 13,6   | 60-74 ans    | 14,8   |
| 19,0   | 45-59 ans    | 18,3   |
| 20,9   | 30-44 ans    | 22,3   |
| 18,3   | 15-29 ans    | 14,4   |
| 23,4   | 0-14 ans     | 19,4   |

| Hommes | Classe d’âge | Femmes |
| ------ | ------------ | ------ |
| 0,5    | 90 ou +      | 1,4    |
| 5,3    | 75-89 ans    | 8,1    |
| 14,8   | 60-74 ans    | 16,2   |
| 19,1   | 45-59 ans    | 18,4   |
| 19,5   | 30-44 ans    | 18,7   |
| 20,7   | 15-29 ans    | 19,1   |
| 20,2   | 0-14 ans     | 18     |

### Santé
Le village a à sa disposition une pharmacie ainsi que d’un médecin et d'un pôle santé

### Enseignement
Avesnes-le-Sec fait partie de l'académie de Lille. Elle dispose d'une école primaire avec six classes.

### Cultes
Le village est doté d'une église. 

## Culture locale et patrimoine

### Lieux et monuments
- Le château de l'abbaye Saint-Aubert.
- L'église Saint-Aubert.
- Le cimetière militaire britannique situé à côté du cimetière communal.
- Le secteur pavé de la route reliant Avesnes-le-Sec à Iwuy. Situé trop loin du parcours traditionnel de la course Paris-Roubaix, il n'est donc emprunté que lors de courses locales[37].
- Monument aux morts des guerres 1914-1918 et 1939-1944

Situé rue Rouget-de-Lisle, à gauche à côté de la mairie.
Descriptif : un personnage féminin symbolisant la patrie, coiffé d'un voile et longuement drapé, la tête légèrement inclinée sur la gauche, tient à la main une couronne de lauriers et serre dans ses bras un drapeau dont la hampe est brisée. À ses pieds, un casque et un étui à douilles.
Le monument commémoratif, d'une hauteur totale de 4 m,80, consiste en une statue en pierre blanche, posée sur un piédestal autrefois entouré d'une chaîne retenue par huit obus. Le piédestal porte, sur la face principale, l'inscription suivante, disposée autour d'une palme et d'une croix de guerre : « Aux enfants / d'Avesnes-le-Sec / morts / pour / le Droit / et la / Liberté / 1914 – 1914 ». Le nom du statuaire est gravé sur le côté droit de la terrasse de la statue.
L'inauguration a dû avoir lieu dans le courant de l'année 1922.
Le marché pour l'exécution de la statue a été conclu le 13 mars 1920 entre A. Bury, maire d'Avesnes-le-Sec, et le sculpteur Paul Capellaro, de Paris. Le dessin du projet fut dressé et approuvé par le maire, l'architecte et le statuaire le 10 août 1920. Le procès-verbal d'adjudication pour les travaux du piédestal et du socle a été signé le  8 février 1921 par G. Rigot, architecte communal et Oscar Devémy, entrepreneur à Avesnes-le-Sec. (sources : archives d'Avesnes-le-Sec aux ADN, réf. 2 O-37/53 : 1921-1923 et 2 0-37/139 : 1921-1923. Les pièces sont consultables sur https://monumentsmorts.univ-lille.fr/monument/54/ avesnes-le-sec).
La liste des 83 noms inscrits sur les faces latérales du monument est consultable sur le site internet MemorialGenWeb (relevé n° 36121).
- Monument aux morts de la guerre 1870-1871

Situé à côté de l'église.
Descriptif : haute stèle en pierre blanche posée sur un socle qui porte, sur sa face principale, une large palme, et est ceint de quatre bornes en pierre reliées par des barres métalliques. Sur la stèle sommée d'une croix, est gravée cette inscription : Aux enfants / d'Avesnes-le-Sec / morts / pour / la patrie / 1870 - 1871.

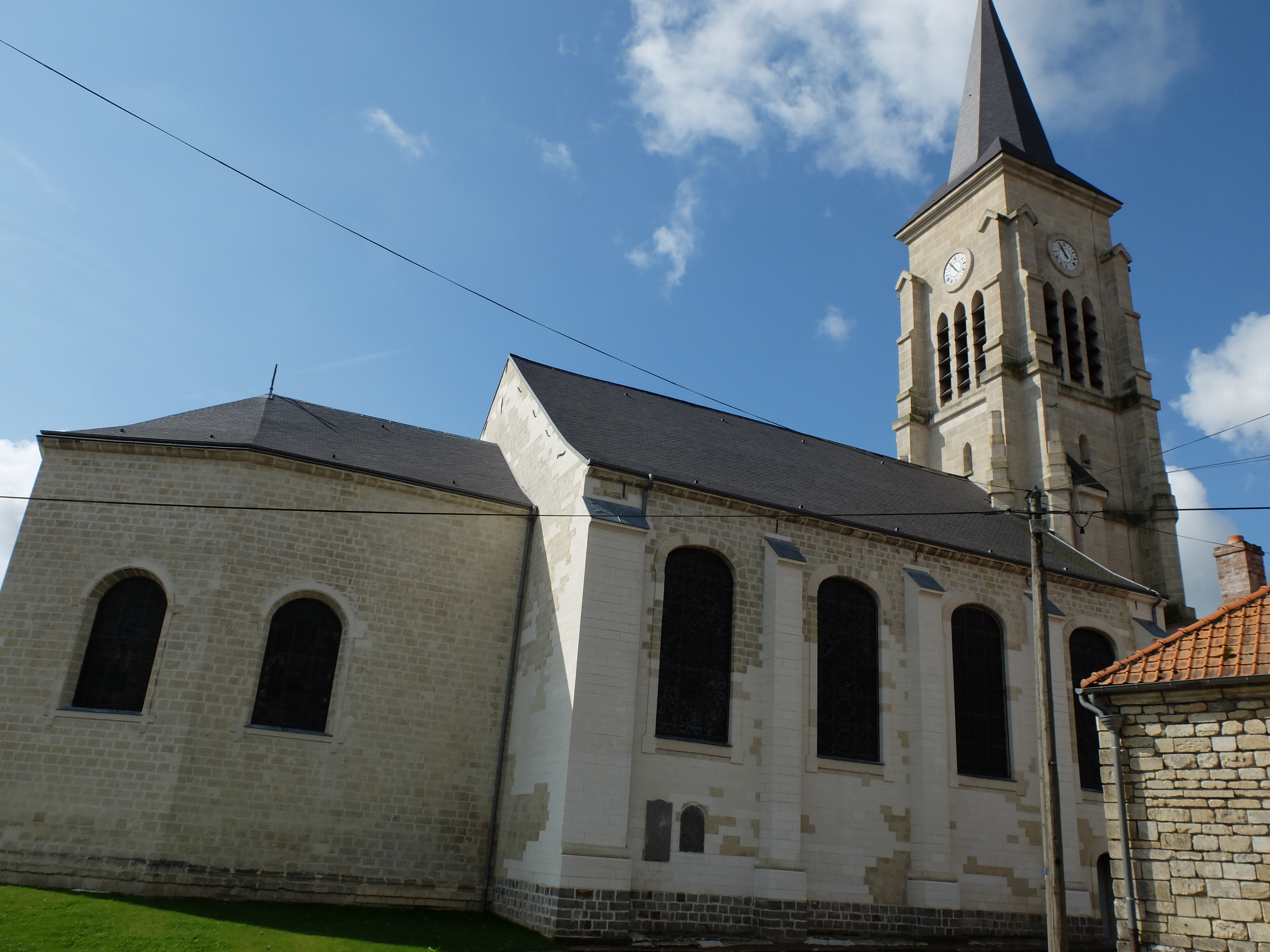
L'église
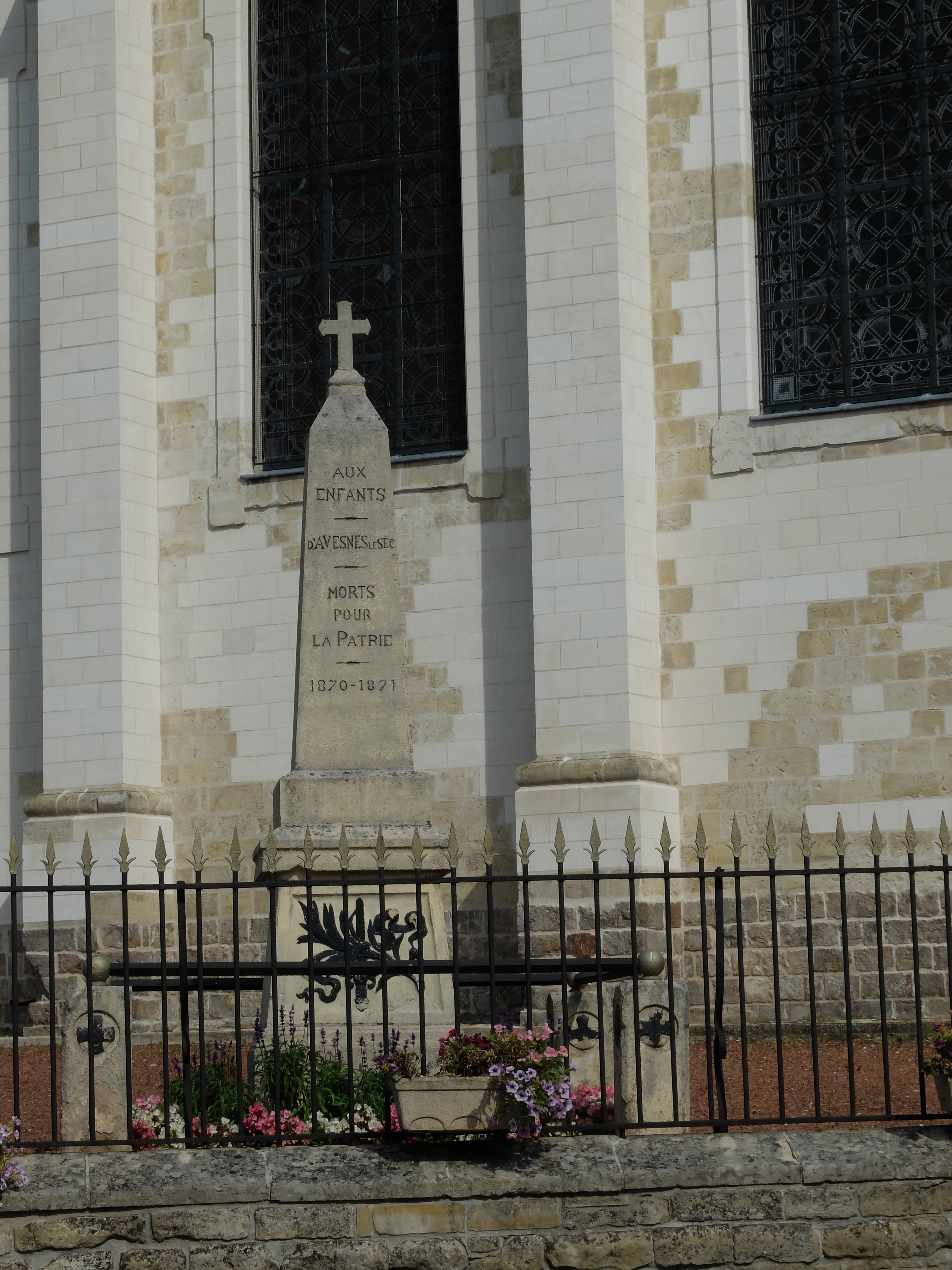
Le monument aux morts de 1870
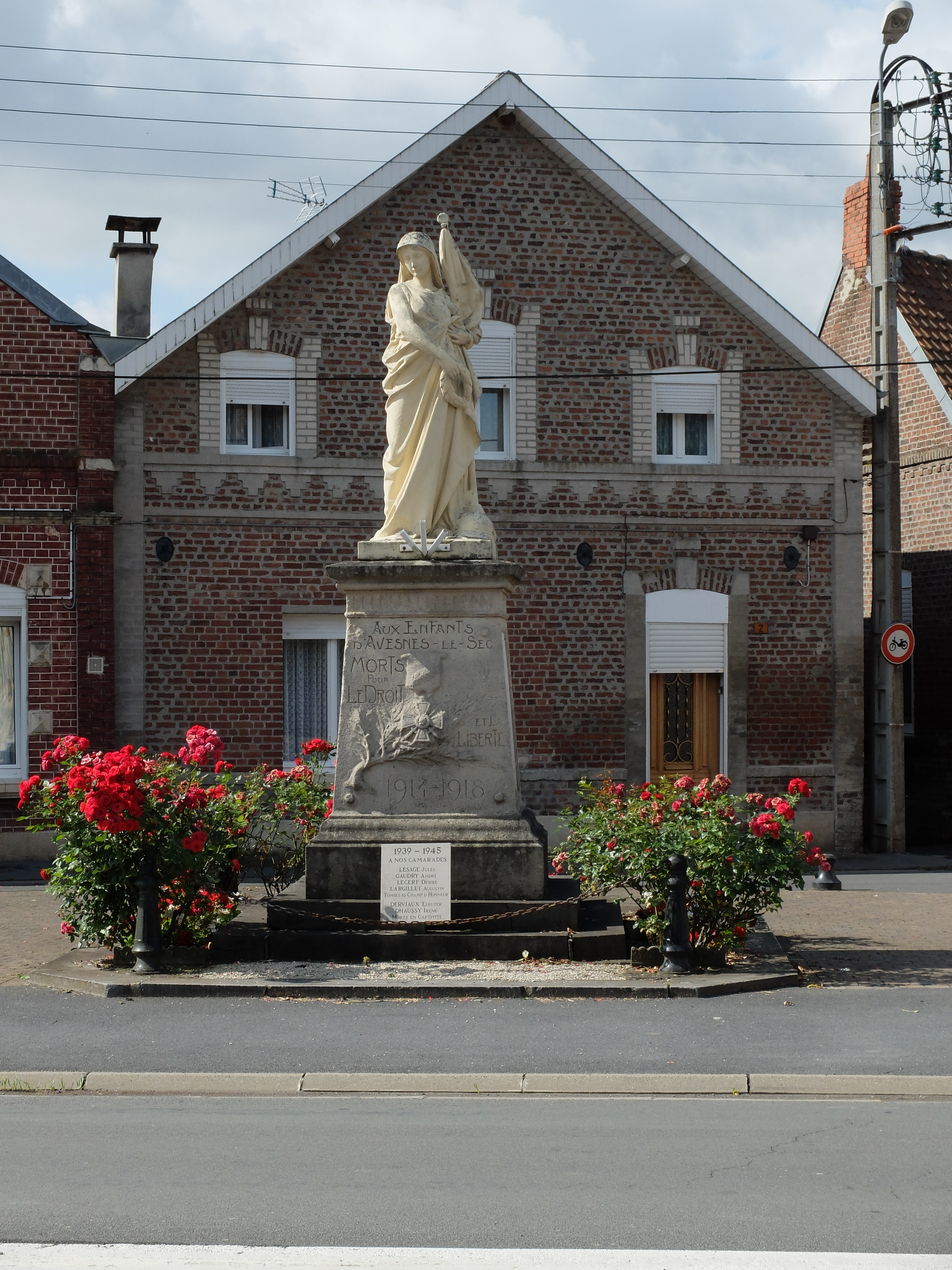
Le monument aux morts de 1914-1918
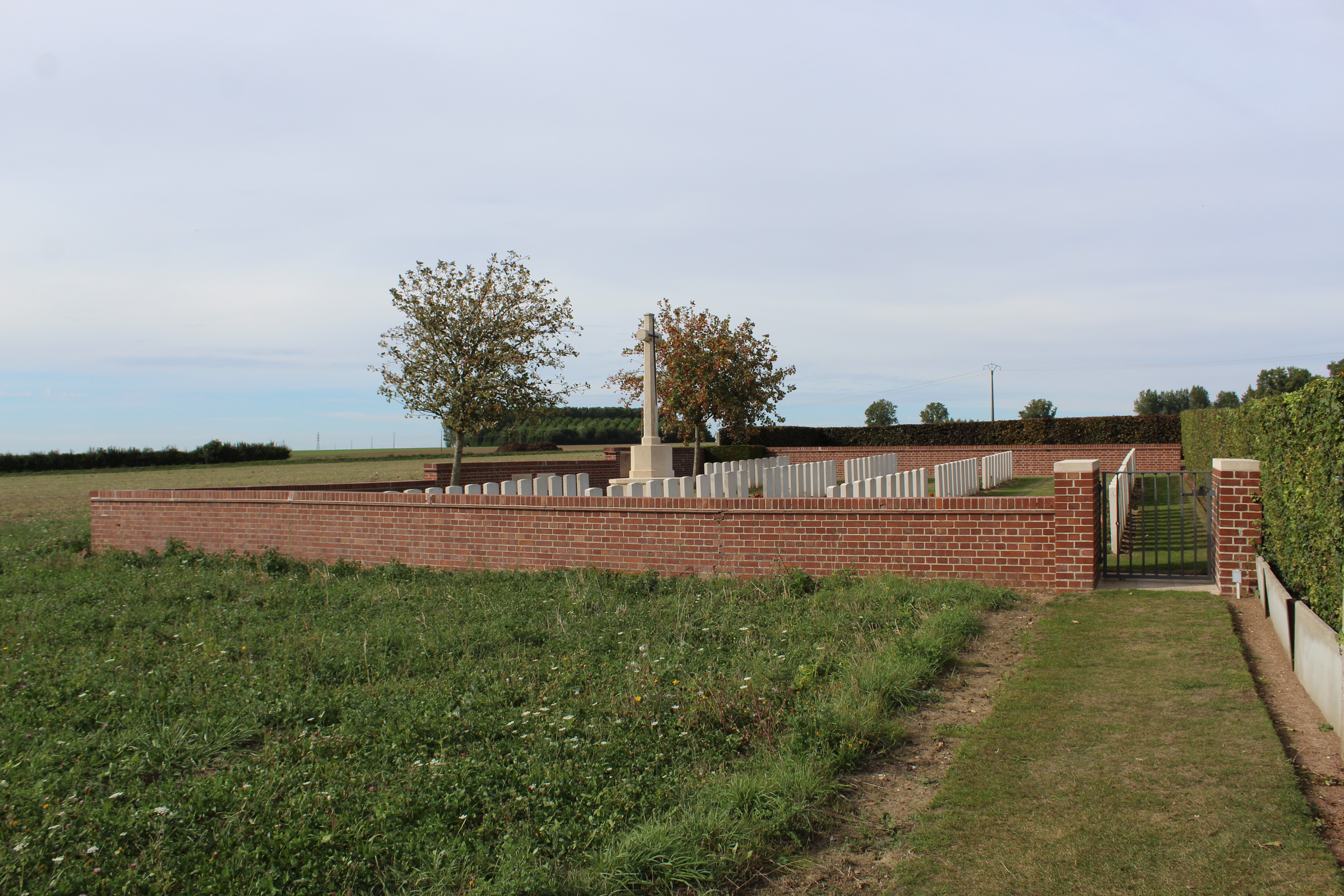
Le cimetière militaire britannique.
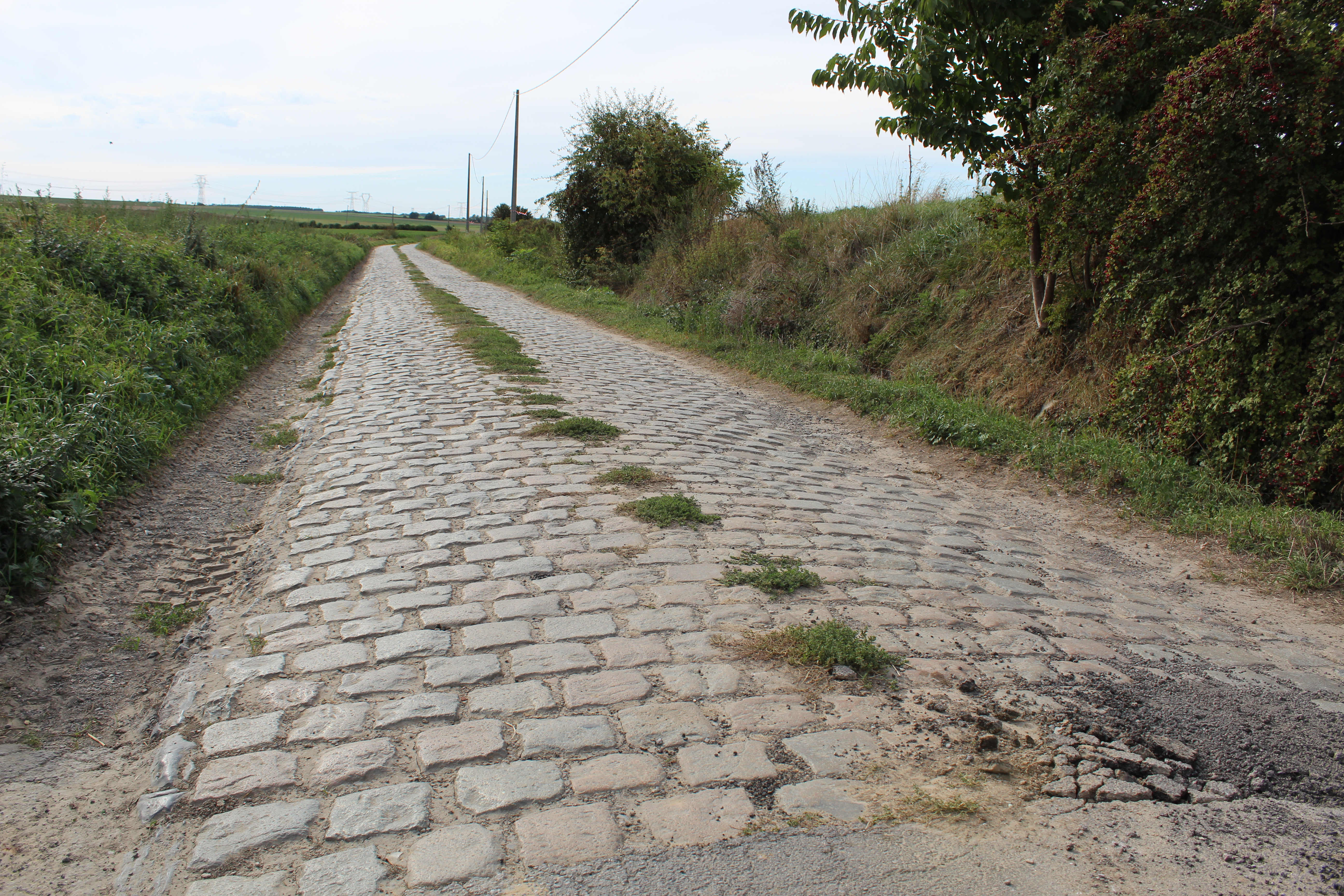
La route pavée conduisant à Iwuy.

### Personnalités liées à la commune
Lieu de séjour de Manfred von Richthofen, dit le baron rouge[réf. nécessaire]

### Héraldique
|  | Les armes d'Avesnes-le-Sec se blasonnent ainsi : « De sinople au chevron d'argent accompagné de trois étoiles du même. » |

## Pour approfondir